# Styr
Styr (tiếng Ukraina: Стир; tiếng Belarus: Стыр; tiếng Nga: Стырь) là một phụ lưu hữu ngạn của sông Pripyat. Sông có chiều dài 494 km, diện tích lưu vực là 13.100 km2 tại vùng lịch sử Volhynia.
Sông Styr khởi nguồn trên cao nguyên Volyn, gần thành phố Brody thuộc tỉnh Lviv, sau đó chảy qua tỉnh Rivne và tỉnh Volyn, tiếp tục chảy vào tỉnh Brest của Belarus và đổ vào sông Pripyat tại đó.
Đoạn sông chảy qua lãnh thổ Belarus dài 70 km, diện tích lưu vực là 493 km². Thung lũng sông có hình thang, hẹp (200–300 m) và bị khoét sâu ở thượng nguồn. Ở vùng hạ lưu, thung lũng Styr hợp nhất với thung lũng sông Pripyat. Sườn thung lũng ở thượng lưu dốc, cao từ 30–40 m, vùng bãi bồi liên tục ở hai bờ. Hạ lưu có các hồ móng ngựa, chiều rộng của vùng bãi bồi ở hạ lưu lên đến 2 km. Styr chảy vào Pripyat với hai nhánh.
Nguồn nước chính của sông là từ tuyết tan. Sông đóng băng vào tháng 12 và tan băng vào tháng 3. Diễn biến mực nước hàng năm có đặc trưng bởi lũ mùa xuân cao, mực nước mùa hè-thu thấp, hầu như hàng năm bị xáo trộn bởi mưa lũ. Mức nước sông cao nhất phần lớn là vào nửa cuối tháng 3.
Tàu có thể đi từ thành phố Berestechka đến cửa sông. Sông được sử dụng để cung cấp nước, trong quá khứ cũng dùng để vận chuyển gỗ. Sông có dòng chảy vừa và hơi quanh co, ở thượng lưu và trung lưu thì uốn lượn mạnh, gần cửa sông thì thẳng, hầu hết không phân nhánh (hiếm có đảo).
Ở thượng lưu sông thu hẹp (từ 2-3 đến 10–20 m), ở trung lưu và hạ lưu rộng 30–50 m; chiều rộng lớn nhất của sông là 100 m. Độ sâu tại các ghềnh là 0,5-1,5 m, vùng bằng phẳng 2,0-3,5 m, ở một số hố lên tới 6,7-8,6 m. Tốc độ phổ biến của dòng chảy là 0,2-0,5 m/s, trên một số đoạn dốc đạt 0,9- 1,0 m/s.
Trong cuộc khởi nghĩa Khmelnytsky vào năm 1651, trên sông Styr diễn ra một sự kiện quan trọng là trận Berestechko giữa quân đội Thịnh vượng chung Ba Lan-Litva và người Cossack dưới quyền Bohdan Khmelnytsky. Năm 1915–1916, sông Styr là tiền tuyến giữa quân đội Đế quốc Áo-Hung và Đế quốc Nga. Sông cũng là một hàng rào khi quân Đức xâm chiếm Liên Xô trong Chiến dịch Barbarossa.
Các khu dân cư đáng chú ý ven sông là Lutsk, Staryi Chortoryisk và Varash.
Phụ lưu
- Tả ngạn: Radostavka, Sudylivka, Chornohuzka, Lypa [uk], Serna, Liutytsia, Okinka, Richytsia, Zhyduvka, Omelianyk
- Hữu ngạn: Ikva, Slonivka, Pliashivka, Boldurka, Liubka, Rudka, Kormyn, Riv, Konopelka, Sapalayivka

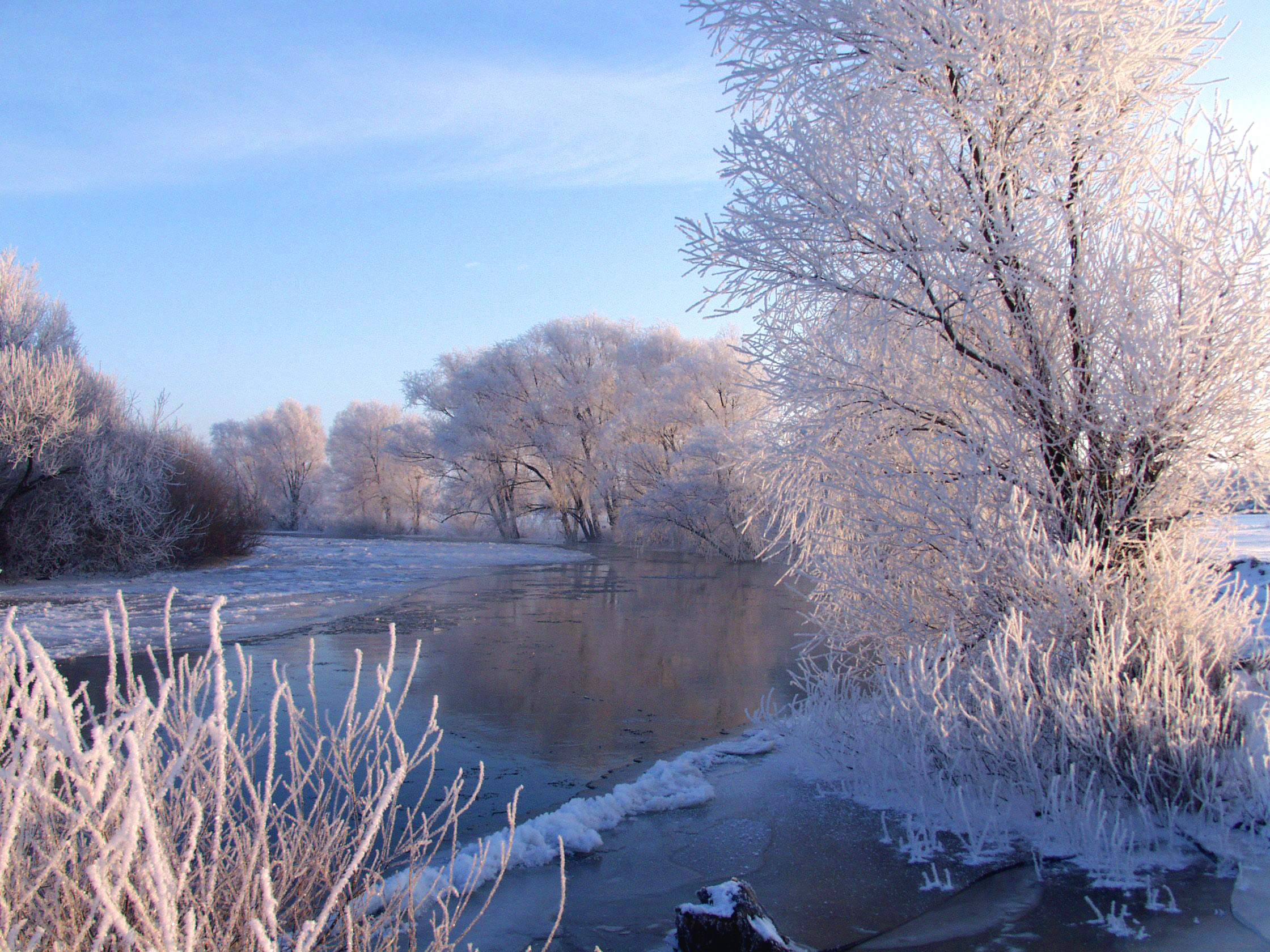
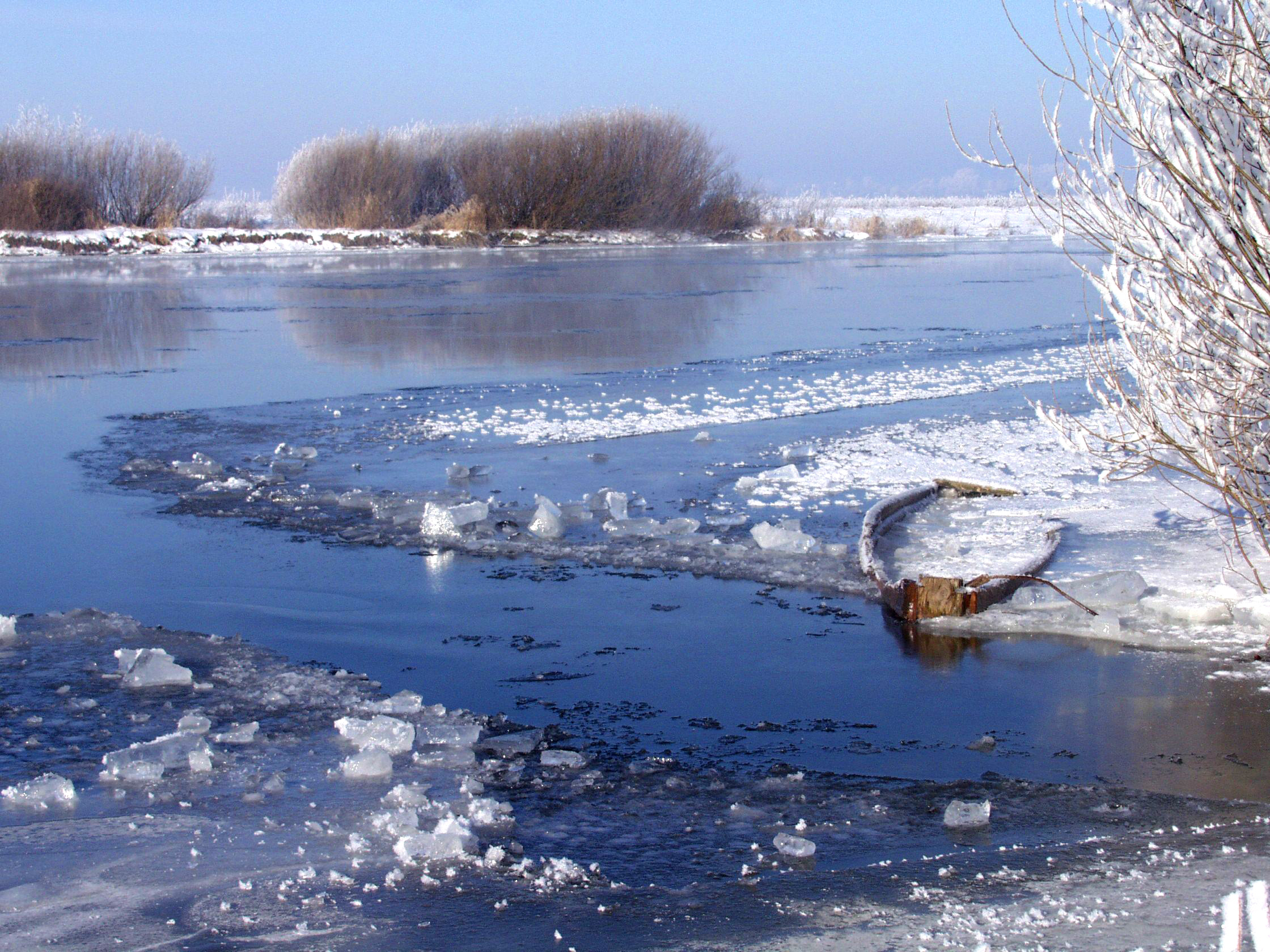
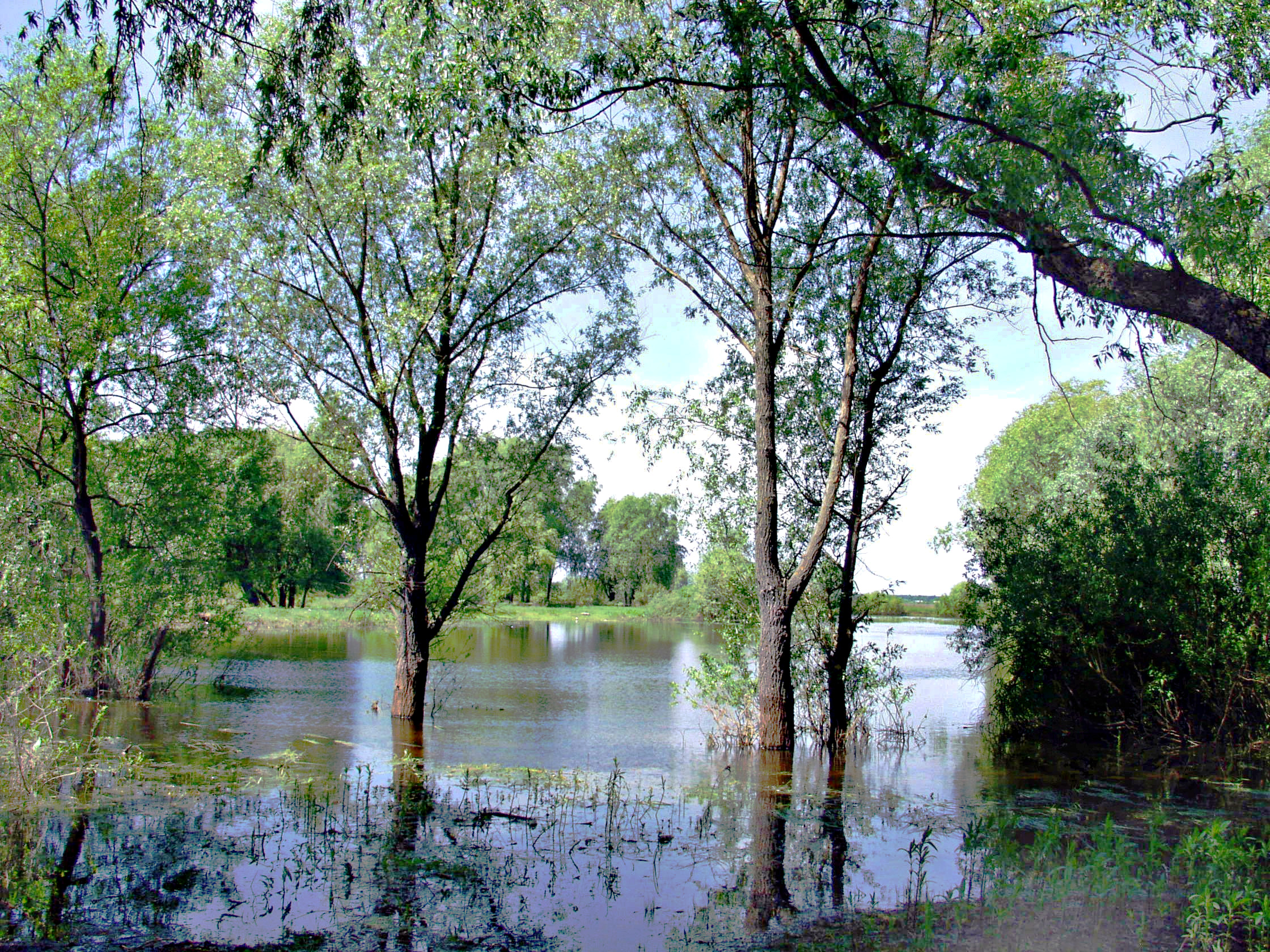
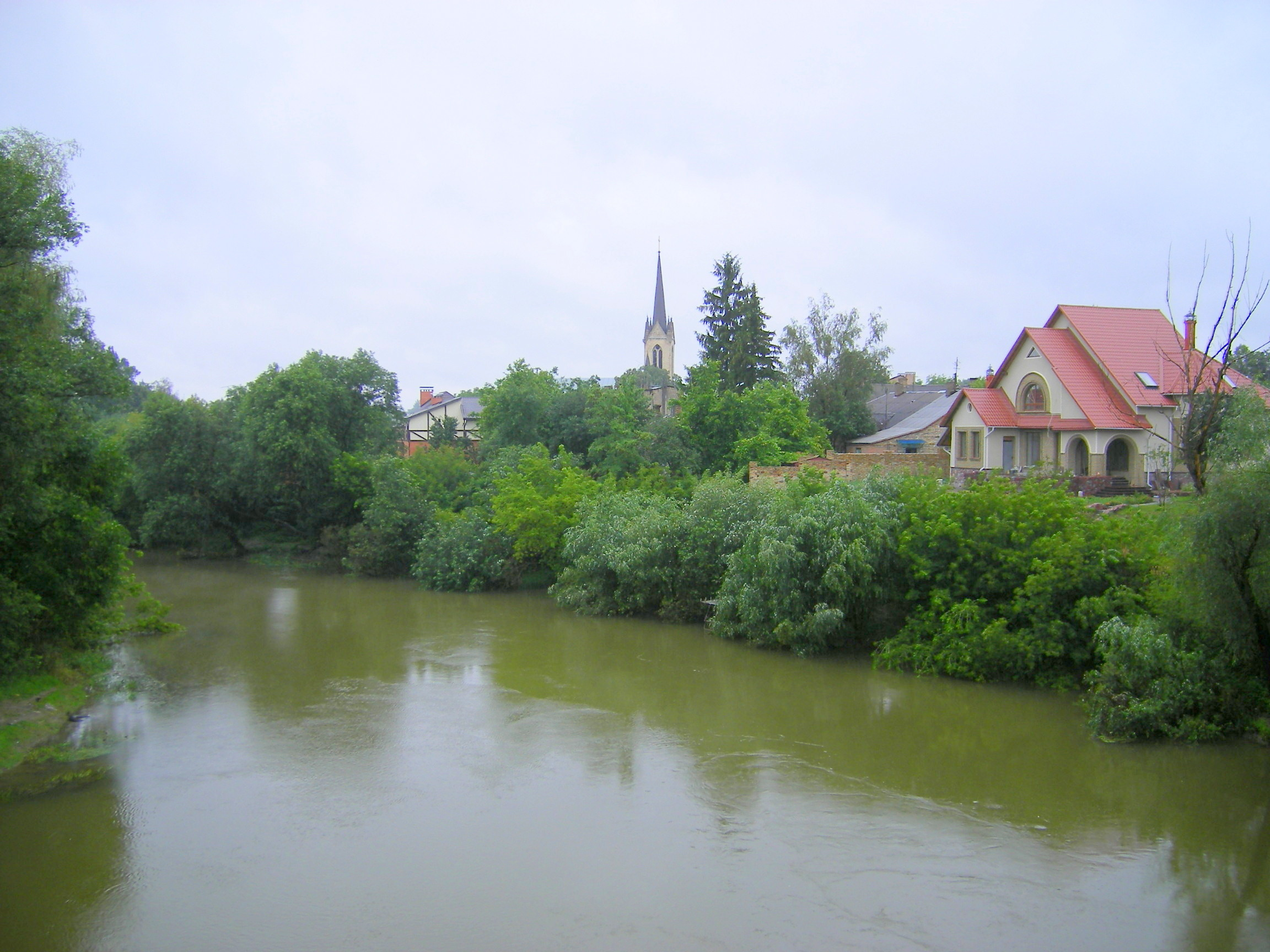
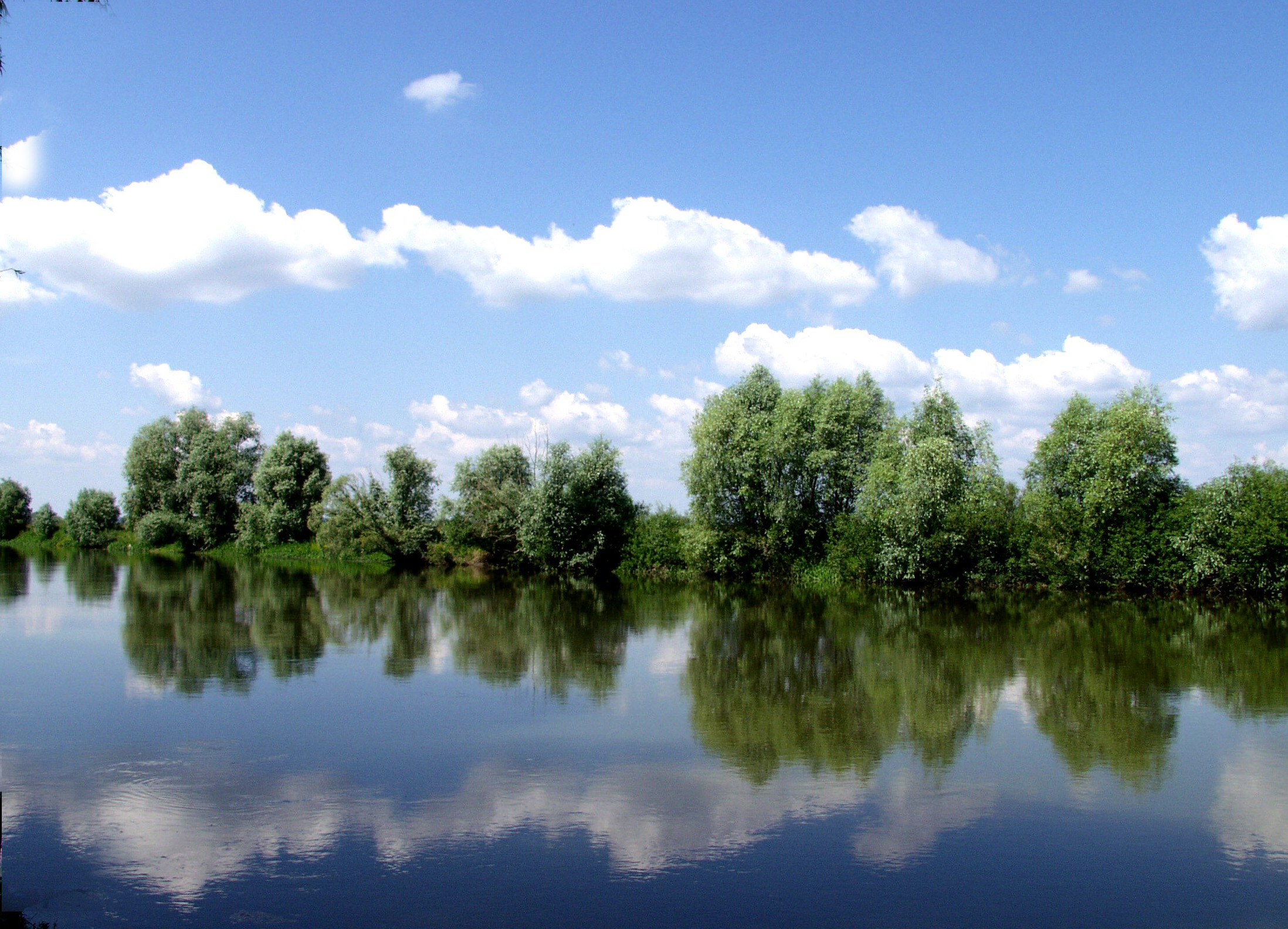
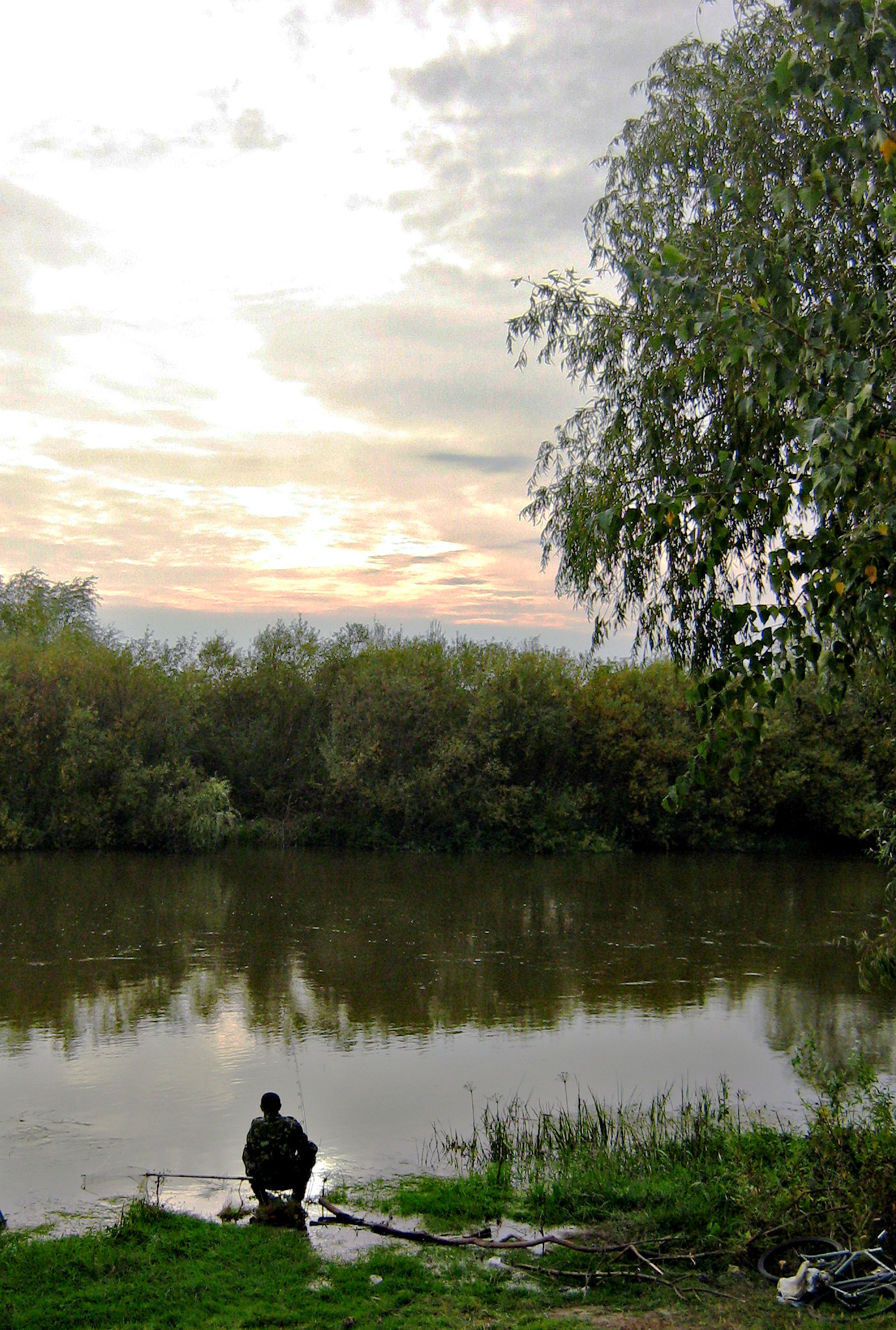
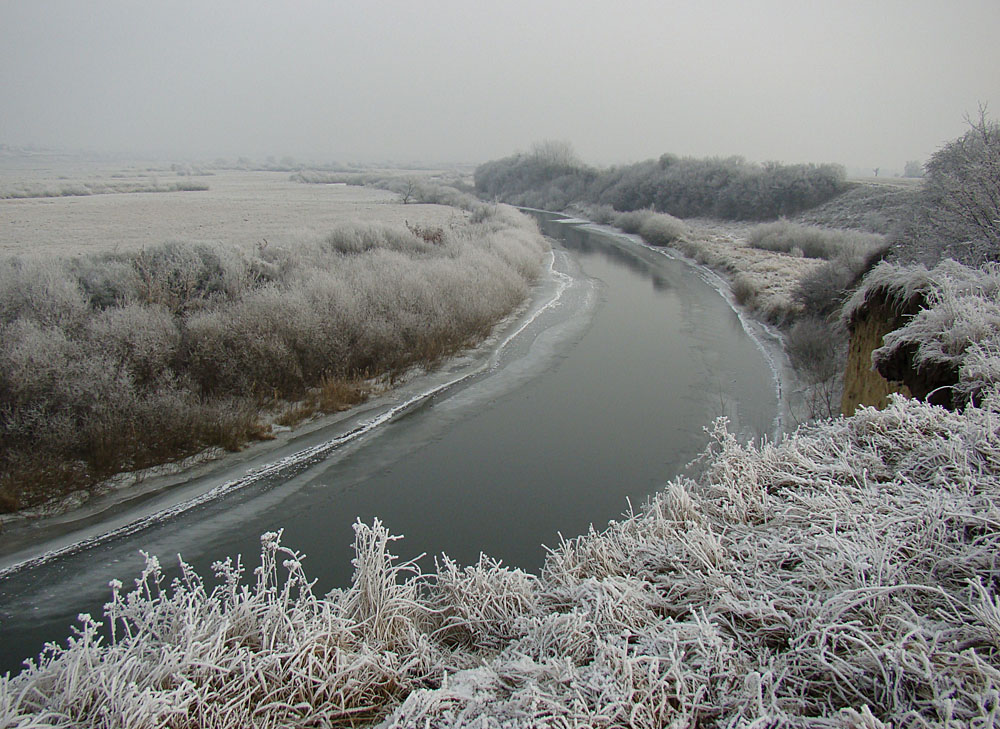

Hình ảnh